# تیلوریا (گیاه)
تیلوریا (گیاه) (نام علمی: Tayloria) نام یک سرده از تیره خزه‌های سرگین است.